# Салли, Эдгар
Эдга́р Нике́з Конста́н Салли́ (фр. Edgard Nicaise Constant Salli; 17 августа 1992, Гаруа, Камерун) — камерунский футболист, полузащитник клуба «Олимпиакос (Никосия)». Выступал в сборной Камеруна.

## Карьера

### Клубная
Во взрослом футболе Салли дебютировал в 2008 году выступлениями за клуб «Нгаундере» из второго дивизиона Камеруна, в котором он провел один сезон.
Своей игрой за эту команду привлек внимание представителей тренерского штаба клуба «Котон Спорт», к составу которого присоединился летом 2009 года. Сыграл за команду из Гаруа следующие два сезона своей игровой карьеры, помог команде стать чемпионом Камеруна, а в 2011 году выиграть ещё и национальный кубок.
Летом 2011 года его контракт выкупил французский «Монако», который до этого вылетел из французской Лиги 1, с Монако он подписал трехлетний контракт. В первом сезоне за монегасков в Лиге 2 Салли регулярно попадал в стартовый состав, забил пять мячей, отметился рядом голевых передач, но помочь команде вернуться сразу в элиту не сумел. В следующем сезоне 2012/13 играл преимущественно за вторую команду, а в составе команды Клаудио Раньери, которая в том году выиграла Лигу 2, появился только один раз.
23 июля 2013 года на правах аренды до конца сезона перешёл в «Ланс». В составе новой команды стал основным игроком, забил пять мячей в 27 матчах и помог команде вернуться в Лигу 1.
В сезоне 2014/15 играл на правах аренды за «Академику» из Коимбры, в сезоне 2015/16 — за швейцарский «Санкт-Галлен».
21 июля 2016 года подписал трёхлетний контракт с «Нюрнбергом».

### В сборной
В течение 2009-2011 годов привлекался в состав молодёжной сборной Камеруна, в составе которой стал вице-чемпионом континента и лучшим игроком турнира.
11 октября 2011 года дебютировал в официальных матчах в  составе национальной сборной Камеруна в товарищеской игре со сборной Экваториальной Гвинеи (1:1), отыграв весь матч.
В 2014 году попал в заявку сборной на чемпионат мира в Бразилии. За главную команду страны провел 7 матчей, забил 1 гол.